# قطعنامه ۱۶۳ شورای امنیت
قطعنامه ۱۶۳ شورای امنیت سازمان ملل متحد که در تاریخ ۰۹ ژوئن ۱۹۶۱ تصویب شد، سندی بین‌المللی دربارهٔ سؤال مربوط به آنگولا است. این قطعنامه طی نشست ۹۵۶ام با ۹ موافق، ۰ مخالف و ۲ ممتنع تصویب شد.